# Cantalupo (Alessandria)
Cantalupo è una frazione del comune di Alessandria (AL), in Piemonte.

## Geografia fisica
La frazione di Cantalupo si trova nella parte meridionale del comune di Alessandria (dal quale dista 8,97 km) e confina con le frazioni di Casalbagliano, Villa del Foro, i comuni di Castellazzo Bormida, Borgoratto Alessandrino, Oviglio e Alessandria.

## Storia

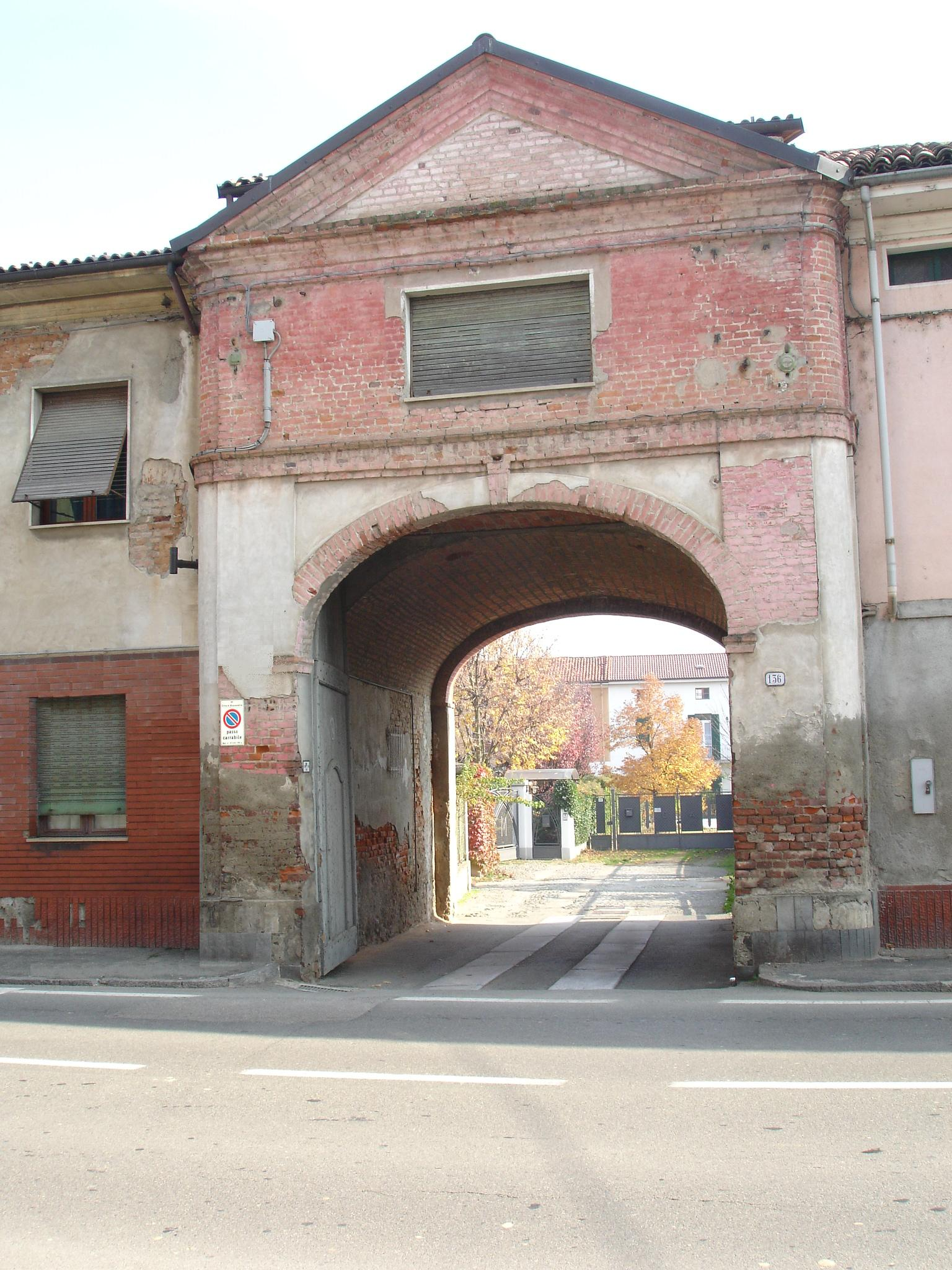
L'interessante ingresso monumentale di un gruppo di cascine situate nel centro abitato.

Di Cantalupo si hanno notizie fin dai tempi antichi. L'attuale denominazione di Cantalupo si fa derivare da Camp ad Lucum, di chiara origine contadina. Un tempo il paese era munito di fortificazioni, che già nell'Ottocento erano state demolite a seguito dei mutamenti della tecnologia bellica. Attorno alla metà del XIX secolo Cantalupo contava circa mille abitanti
Interessante insediamento ancora esistente all'ingresso del paese e visibile giungendo da Alessandria, è l'ottocentesca "Fabbrica dell'olio", conosciuta anche con il nome dei proprietari "Morteo e Gianolio", stabilimento in cui si lavoravano e si trasformavano olii e grassi di diversa provenienza, per ricavarne saponi e prodotti affini di altissima qualità. 
Oggi, dell'antico insediamento industriale restano le ciminiere e diversi corpi di fabbrica, in parte rimaneggiati, utilizzati per differenti scopi.

## Monumenti
La chiesa, nel centro del paese, è un'interessante opera architettonica d'inizio Ottocento. L'asilo Luigi Lama, in via Acqui, è stato restaurato di recente e ancora intensamente frequentato.